# Aborted
Aborted är ett belgiskt brutal death metal-band från Beveren, Flandern, bildat 1995. Bandets texter handlar om bland annat döden, psykopati, våld och misantropi.
Bandet har skivkontrakt med tyska Nuclear Blast Records och har släppt tolv studioalbum; det senaste, Vault of Horrors, 2024.
Aborted har haft många medlemmar genom åren. Den ende kvarvarande originalmedlemmen är sångaren Sven de Caluwé.

## Medlemmar

### Nuvarande medlemmar
- Sven de Caluwé – sång (1995– )
- Ian Jekelis – gitarr (2015– )
- Daníel Máni Konráðsson – gitarr (2022– )

### Livemusiker
- Kévin Paradis – trummor (2025– )

### Tidigare medlemmar
- Steven Logie – trummor (1997–1998)
- Koen Verstraete – basgitarr (1997–2002)
- Niek Verstraete – gitarr (1997–2002)
- Christophe Herreman – gitarr (1998–2000)
- Frank Rosseau – trummor (1998–2004)
- Thijs de Cloedt – gitarr (2001–2005)
- Bart Vergaert – gitarr (2002–2005)
- Frederic Vanmassenhove – basgitarr (2002–2006)
- Dirk Verbeuren – trummor (2004, 2009)
- Gilles Delecroix – trummor (2004-2006)
- Olivia "Raziel" Scemama – basgitarr (2005–2006)
- Stéphane Souteyrand – gitarr (2005–2006)
- Sebastian "Seb Purulator" Tuvi – gitarr, sång (2005–2009)
- Peter Goemaere – basgitarr (2006–2007), gitarr (2007–2009)
- Matty Dupont – gitarr (2006–2007)
- Sven Janssens – basgitarr (2007–2009)
- Daniel Wilding – trummor (2007–2009)
- Cole Martinez – basgitarr (2009)
- J.B. van der Wal – basgitarr (2009–2011, 2012–2016)
- Ken Sorceron – gitarr (2009–2011)
- Eran Segal – gitarr (2009–2012)
- Ken Bedene – trummor (2010–2025)[1][2]
- Michael Wilson – gitarr (2011–2012)
- Danny Tunker – gitarr (2012–2015)
- Mendel bij de Leij – gitarr (2012–2019)
- Harrison Patuto – gitarr (2020–2021)
- Stefano Franceschini – basgitarr (2016–2023)

## Diskografi
Studioalbum
- The Purity of Perversion (1999)
- Engineering the Dead (2001)
- Goremageddon: The Saw and the Carnage Done (2003)
- The Archaic Abattoir (2005)
- Slaughter & Apparatus: A Methodical Overture (2007)
- Strychnine.213 (2008)
- Global Flatline (2012)
- The Necrotic Manifesto (2014)
- Retrogore (2016)
- TerrorVision (2018)
- ManiaCult (2021)
- Vault of Horrors (2024)